# VirtualDub
VirtualDub is een video-opname- en video-verwerkingsprogramma voor Windows geschreven door Avery Lee.
Het programma is ontworpen om lineaire videostreams te verwerken, waaronder het filteren en recompressie. VirtualDubs oorspronkelijke doel was het comprimeren van animevideo's van Sailor Moon.
Een dub betekent zoiets als 'kopie'. Zo is het mogelijk om een analoge videoband of audiocassette te kopiëren, of een audio duplicatie te maken zonder aan de videotrack te komen. Het programma VirtualDub maakt het mogelijk om dergelijke operaties op de computer uit te voeren met digitale audio- en videobestanden.
Het is daarmee geschikte software om bestanden mee te converteren, bijvoorbeeld naar een videobestand met DivX-codec compressie. Daarnaast kunnen bestanden worden gecomprimeerd, stukjes worden weggeknipt en filters worden gebruikt. Met behulp van een filter kan de video bijvoorbeeld scherper of helderder worden gemaakt, en de resolutie worden veranderd. Er kunnen bij een dub meerdere filters worden gekozen.